# Tisias
Tisias de Syracuse, Τεισίας ou Τισίας, (Ve siècle av. J-C. - 467 av. J-C.), est un des fondateurs de la rhétorique. 

## Notice historique
Tisias fut l'élève du sophiste Corax et de Prodicos. D'après la légende, Corax demanda à être payé pour cet enseignement à la condition seule que Tisias gagne son premier procès. À l'inverse, si Tisias perdait son procès, Corax ne demanderait pas d'honoraires, car alors cela prouverait l'inefficacité de sa méthode. Tisias est censé avoir développé la rhétorique judiciaire et notamment le champ argumentatif. Il est par ailleurs le maître du rhéteur Isocrate. L'existence historique de Tisias, comme celle de Corax n'est pas attestée, certains spécialistes pensent même qu'il s'agit de la même personne. Cependant, les philosophes grecs Platon, Aristote, et le romain Cicéron les évoquent comme deux personnes distinctes, fondateur d'une école dont est sorti Gorgias.